# M.A.X. 2
Pour les articles homonymes, voir Max.
M.A.X. 2 est un jeu vidéo de stratégie au tour par tour développé et publié par Interplay Productions en 1998. Il fait suite à M.A.X. (1996) dont il reprend l’univers et le système de jeu. Son scénario débute quinze ans après celui du premier volet, alors que les survivants de l’humanité font face à une nouvelle menace. Comme son prédécesseur, il offre plusieurs modes de résolution des combats : temps réel,  mouvements simultanés ou tours alternés. La principale nouveauté du jeu réside dans les options proposées en mode multijoueur mais il ajoute également une nouvelle faction, les Sheevat, ce qui renouvelle les possibilités tactiques. En solo, le jeu propose quatre campagnes, composée chacune de neuf missions, et 23 scénarios individuels. Il propose également un éditeur de scénario qui permet de choisir le terrain, les forces en présences et les conditions de victoires des affrontements. 

## Accueil
| M.A.X. 2              |      |       |
| Média                 | Pays | Notes |
| Computer Gaming World | US   | 2.5/5 |
| Cyber Stratège        | FR   | 4/5   |
| GameSpot              | US   | 53 %  |
| Gen4                  | FR   | 4/6   |
| Joystick              | FR   | 84 %  |